# Bordj Bou Arreridj
Pour les articles homonymes, voir BBA.
Bordj Bou Arreridj (en arabe: برج بوعريريج, en tifinagh : ⵜⵉⵗⵕⵎⵜ ⵏ ⴱⵓⵄⵉⵕⵉⵕⵉⴵ), Tamanouna à l'époque antique, est une ville et commune d'Algérie, chef-lieu de wilaya, située dans la région des Hauts Plateaux.
C'est une ville de taille moyenne, de 168 346 habitants en 2008 qui domine sa wilaya, elle est traversée par les principaux axes de communication qui relient l'Est algérien au centre et dispose d'un secteur industriel dynamique.

## Etymologie
Burdj (« tour, fortin »), dérivé du latin burgus (« fortin, bourg ») dérivé d'un mot Germanique "Burg" signifiant “Chateau”.

## Toponymie
Le nom de la ville Bordj Bou Arreridj est composé de deux termes Bordj (fort) et Bou-Arréridj, le nom de la tribu sur le territoire de laquelle un fort a été érigé à l'époque ottomane.

## Géographie

### Situation
À 240 km à l'est d'Alger et 72 km à l'ouest de Sétif, elle se situe dans la plaine de la Medjana, entre les monts des Bibans au nord et la chaîne du Hodna au sud. Elle occupe une position centrale dans sa wilaya.
|          | Hasnaoua, Medjana     |              |
| El Achir | Bordj Bou Arreridj    | Sidi Embarek |
|          | El Anceur, El Hamadia |              |

### Relief, géologie, hydrographie
La ville de Bordj Bou Arreridj se situe au centre des plaines de la Medjana, avec les montagnes de Mourissan au nord, les Maadhid au sud, les hauts plateaux à l'est et les monts Tafartast (le mont chauve) et Djbel Mansoura à l'ouest. Elle culmine à 920 mètres d’altitude.

### Localités
En 1984, la commune de Bordj Bou Arreridj est constituée à partir des lieux-dits suivants :
- Bordj Bou Arréridj
- Bir Snab
- Ferme Djellouli
- Ferme Tibourtine
- Ferme Mehiris
- Ferme Hamiche
- Adjnek
- Domaine Meridji
- Domaine Remmache
- Mechta
- Soulit
- Dehassa
- Domaine Ben Ahmed

### Climat
| Mois                     | jan. | fév. | mars | avril | mai | juin | jui. | août | sep. | oct. | nov. | déc. | année |
| ------------------------ | ---- | ---- | ---- | ----- | --- | ---- | ---- | ---- | ---- | ---- | ---- | ---- | ----- |
| Température moyenne (°C) | 6    | 6    | 9    | 11    | 16  | 22   | 26   | 26   | 21   | 15   | 10   | 6    | 14    |
| Précipitations (mm)      | 32   | 26   | 27   | 35    | 41  | 16   | 11   | 11   | 63   | 33   | 35   | 31   | 360   |

### Transports

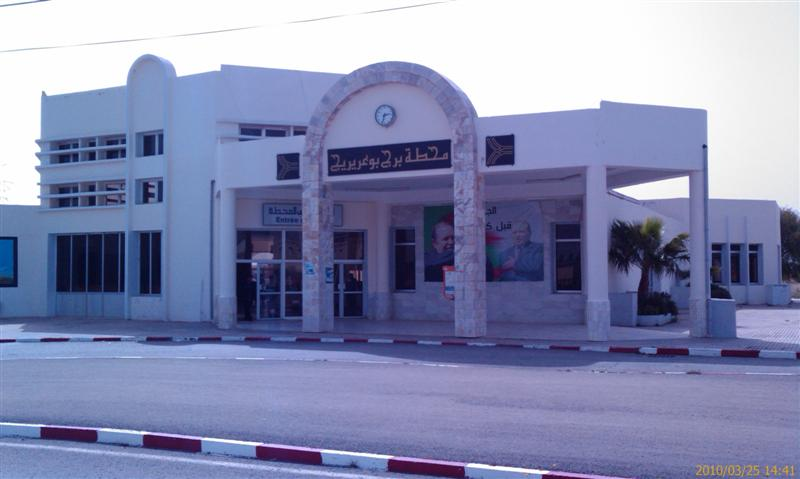
Gare de Bordj Bou Arreridj.

La commune est traversée par l'autoroute Est-Ouest et par la ligne de chemin de fer d'Alger à Sétif, l'unique axe ferroviaire est-ouest du pays et la RN5 qui relient l'Est algérien au centre, ainsi que le RN45 qui relie le nord au sud.
En outre, la ville dispose d'un réseau routier dense, sous la forme d'une toile d'araignée, qui couvre parfaitement son espace wilayal.
Bordj Bou Arreridj est dotée d'une nouvelle gare routière (de type A), conçue dans un style architectural moderne et fonctionnel. Elle aura nécessité un financement de 80 milliards de centimes, soit 800 millions de dinars. Elle a été inaugurée le 12 février 2019 par le ministre des Travaux publics et des Transports, Abdelghani Zalène, en présence du Wali de Bordj Bou Arreridj Abdelssami Saidoun et le PDG de Sogral Azzeddine Bouchhida. La gare routière dispose de 42 quais d'embarquement et d'aires de stationnement pour taxis.
L'Aéroport de Sétif - 8 Mai 1945 est le plus proche a 66 Km et met 35 minutes pour Alger par avion.
Il est international et dessert les principales villes Françaises.

## Histoire

### L'époque de la Régence d'Alger et du Royaume des Beni Abbès
L'histoire de la ville est liée à celle de la dynastie des Mokrani ou Amokrane régnant du XVIe au XIXe siècle sur le royaume des Beni Abbes, État berbère enclavé dans le territoire ottoman de la régence d'Alger, plus particulièrement du beylik de Constantine ; son centre était la Kalâa des Beni Abbes, une citadelle dans les Bibans, mais il s'étendait sur la plaine de la Medjana, le territoire de la puissante tribu des Hachems, sorte de milice qui était dispensée de l'impôt et se battait pour son suzerain. Les Turcs choisissaient leurs représentants parmi les hommes les plus influents du pays ; il en résultait pour eux la nécessité d'avoir le plus grand nombre possible de Hachems. L'influence venait-elle à se déplacer, les Turcs retiraient le commandement à leur représentant lorsque, par hasard, il n'avait pas été mis à mort, et le donnaient à son rival dont l'étoile se levait. Les Ouled-Mokran, au nombre de cent environ, étaient divisés en deux ou trois groupes rivaux autour desquels se groupaient un millier de Hachems. À l'arrivée des Français en Algérie, la Medjana était gouvernée par le caïd des Ayades. Le père du bach-agha Mokrani groupa autour de lui le plus grand nombre possible de Hachems, fit sa soumission à la France et contribua à lui valoir celle de toute la contrée. À sa mort son fils lui succéda.
Bordj Bou Arreridj est à l'origine une place forte construite par les soldats turcs du beylik de Constantine (les bordjs servant de résidence aux troupes) pour contrôler la Medjana, après une victoire remportée sous le règne d'El Hadj Ben Bouzid El Mokrani, Amokrane de 1735 à 1783 ; celui-ci réussit par la suite à les évincer.
Autour du fort se forme progressivement un bourg, peuplé par une population venue des différentes tribus de la région, doté d’un marché important.

### L'époque de la conquête française

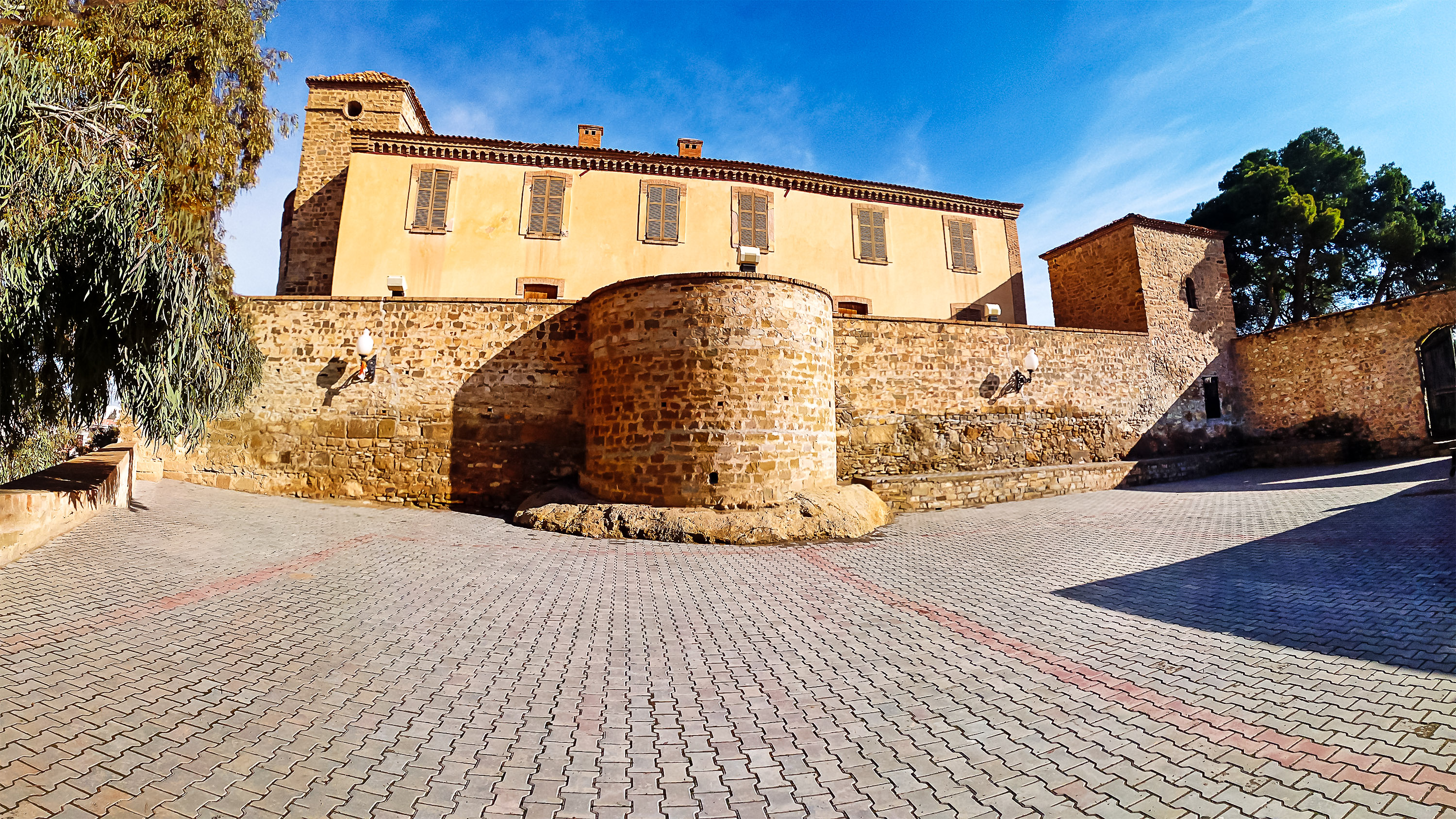
Le fort Mokrani.

Des travaux d'aménagement sont entrepris vers 1840, après la reprise de la guerre contre l'émir Abd el-Kader ; en particulier, des remparts sont construits autour de la ville pour se prémunir des attaques des montagnards.
La Medjana étant alors territoire militaire, Bordj Bou Arreridj est une ville de garnison et le siège d'un cercle dont dépendent successivement Ahmed El Mokrani (mort en 1853), khalifa de la Medjana, puis son fils le Cheikh Mohammed El Mokrani (mort en 1871), bachaga de la Medjana, qui après avoir été 18 ans au service de la France, est à l'origine de l'l'insurrection de 1871.
Ville à l'origine principalement peuplée de soldats, elle accueille par la suite des colons. Bordj Bou Arreridj devient commune mixte le 6 novembre 1868 puis est érigée en commune de plein exercice par décret du 3 septembre 1870. Une commune mixte du même nom est aussi créée par arrêté du 13 novembre 1874 (comprenant six sections, la première comprend la partie du territoire d'Aïn-Tagrout, affectée au village européen de ce nom ; la seconde, le douar commune d'Aïn-Tagrout, les fractions de Chouïra et de Cedrata ; la troisième, les douars-communes de Sidi-Embarek et de Bir-Aïssa ; la quatrième, le douar-commune d'El-Anasser, les fractions de Gemmour et de Tassera ; la cinquième, le douar de Sennada ; la sixième, les douars de la Medjana et d'Aïn-Sultan) qui devient commune mixte des Maâdid en 1890 avec pour chef-lieu Bordj Bou Arreridj.

#### L'insurrection de 1871 et ses suites

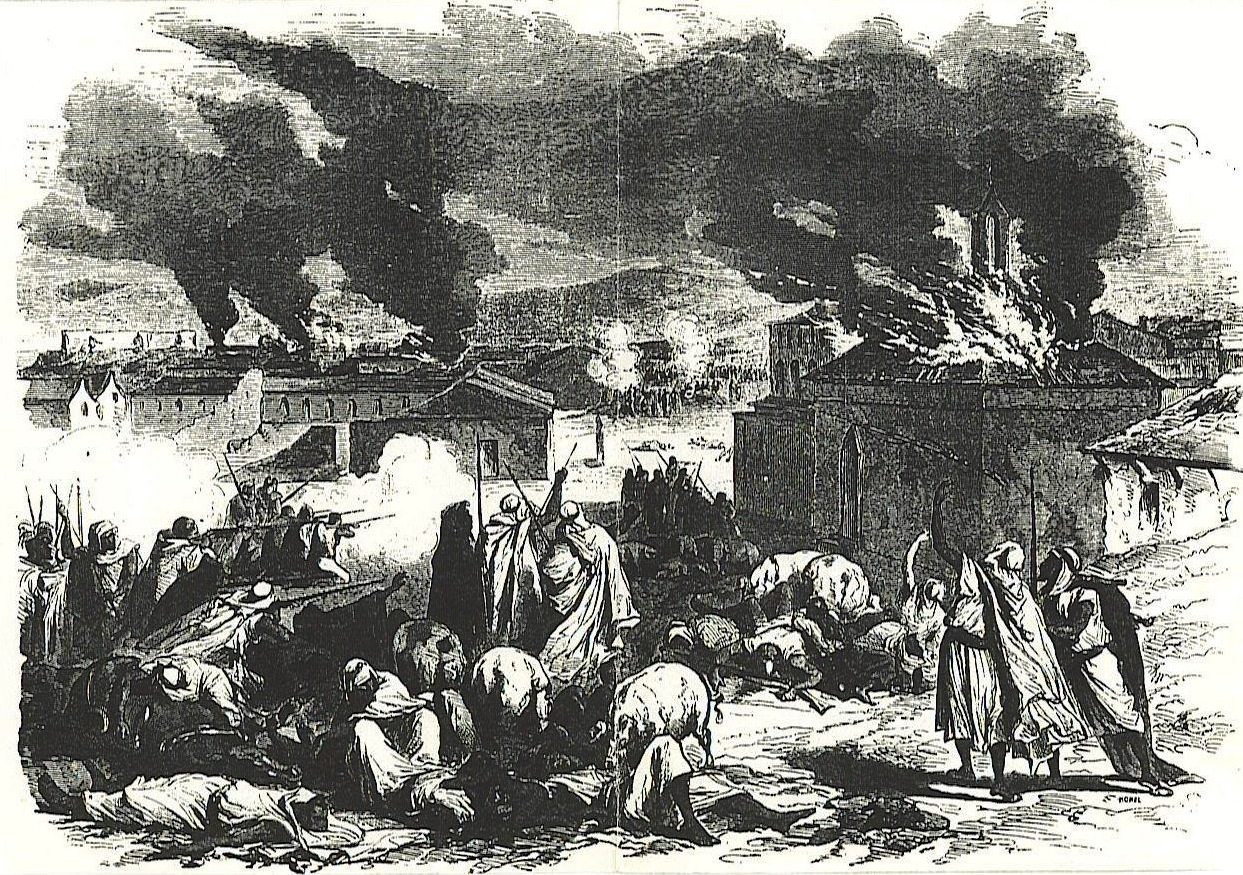
Attaque de Bordj Bou Arreridj par les hommes du cheikh El Mokrani — Gravure de Léon Morel-Fatio, L'Illustration, 1871.

Le 15 mars 1871, 6 000 hommes du Cheikh El Mokrani attaquent la ville. La révolte est suivie d'une sévère répression qui entraîne l'exécution ou la déportation en Nouvelle-Calédonie de centaines de personnes. Bordj Bou Arreridj, incendiée durant cette insurrection, est reconstruite en 1881. La ville a depuis perdu son aspect militaire, notamment avec la suppression des remparts.

### XXIesiècle
En juin 2009, Al-Qaïda au Maghreb islamique revendique la mort d'au moins 18 gendarmes algériens dans l'attaque d'un convoi près de Bordj Bou Arreridj,.

## Administration

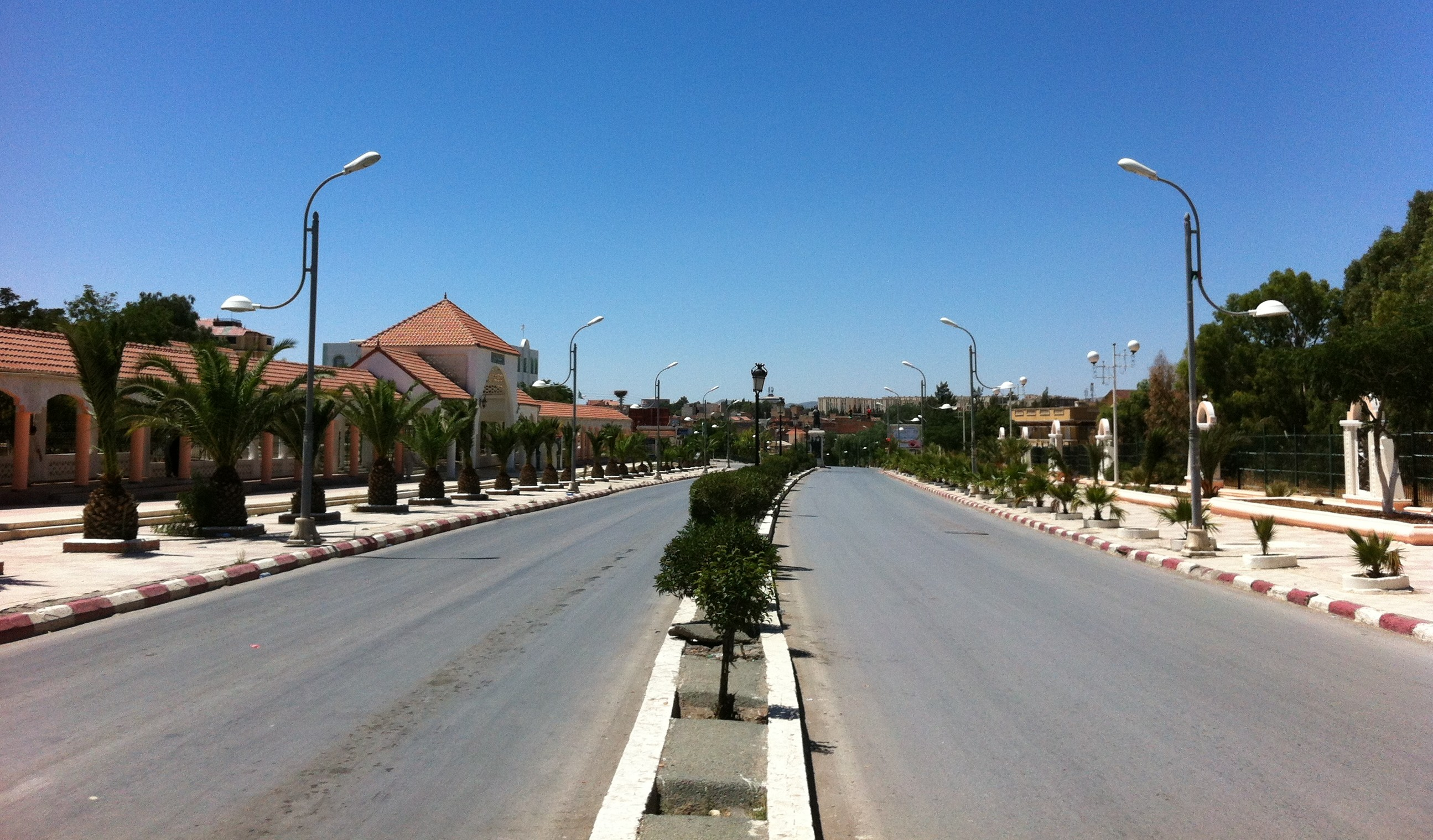
La RN5 qui traverse la ville.

Après l'indépendance, à l’instar d’autres villes algériennes, la ville a connu une grande extension urbaine . La ville a connu différents statuts administratifs depuis 1870 : commune de plein exercice, chef-lieu de sous-préfecture en 1956, chef-lieu de daïra  en 1963, elle est élevée au rang de chef-lieu de wilaya en 1984. Elle s'est dotée d'une zone industrielle (1973-1976), ainsi que des programmes de développement (PMU, PCD, PSD).
Toutefois, ce volontarisme étatique a mené à certains déséquilibres entre l'espace fonctionnel et l'espace administratif, qui a accentué l'écart entre cette ville primatiale et le reste des agglomérations inscrites au sein de sa circonscription administrative.

## Urbanisme

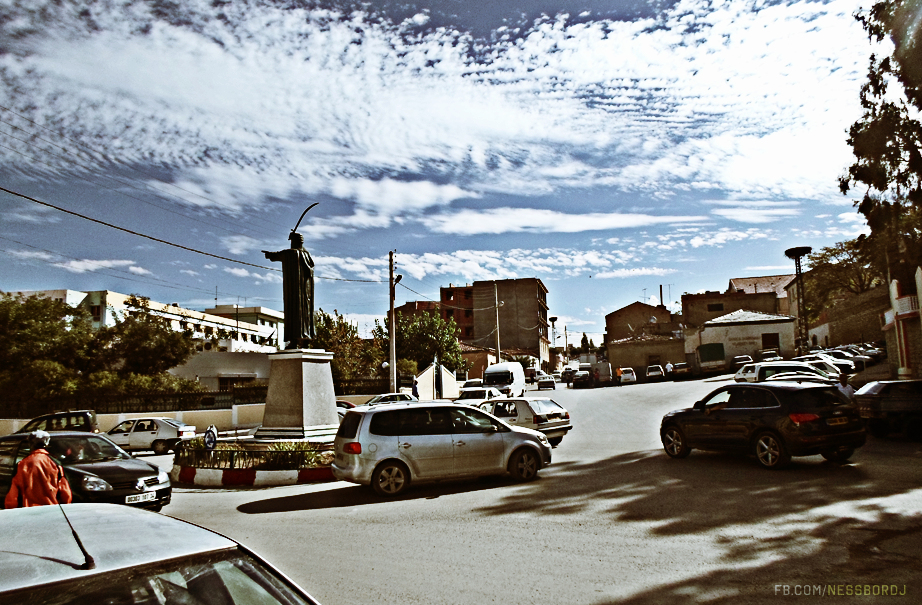
Centre-ville.

### Loisirs
Le Parc municipal, créé en 1988, est situé à la sortie est de la ville et s’étend sur 13 hectares. On y trouve un lac de 10 000 m2 peuplé de plusieurs espèces de poissons. Il a récemment été rénové par un investisseur privé.
Le premier cinéma 3D d'Algérie y a ouvert le 6 janvier 2015.

### Éducation
Le centre universitaire de Bordj Bou Arreridj a été créé en 2000, en tant qu'extension de l'université de Ferhat-Abbas de Sétif. En 2001, ce centre universitaire devient indépendant. Le centre se compose de quatre instituts et propose deux parcours de formation, le système LMD (licence-master-doctorat) et le système classique. En septembre 2012 le centre a connu un développement important et rapide dans ses structures de base et pédagogiques pour devenir une université à part entière.

### Économie
La ville de Bordj Bou Arreridj dispose d’un tissu industriel articulé autour d'une zone d'activités économiques. Cette zone polarise les principales activités industrielles, elle englobe plus de 200 entreprises de production. Une nouvelle zone industrielle a été créée pour désengorger la zone industrielle de la ville sur le site de Mechta Fatima dans la commune d'El Hamadia.
Avant l'indépendance, la localité était connue pour sa culture de blé, puis elle a connu un développement important de l'industrie électronique, après l'ouverture économique du pays (Condor, Géant, etc). De l'assemblage, les usines sont passées au montage se permettant de créer des marques nationales. On y fabrique désormais comme des climatiseurs, des réfrigérateurs, des téléviseurs, des smartphones et des micro-portables.

## Démographie
Selon le Recensement Général de la Population et de l'Habitat de 2008, la population de la commune de Bordj Bou Arreridj est évaluée à 168 346 habitants contre 54 505 en 1977. Toutefois, la croissance démographique annuelle est en baisse depuis 1954 : de 7% au cours de la période 1954-66 à 4% entre 1977 et 1987. La commune domine sa wilaya, qui demeure rurale.
| 1977   | 1987   | 1998    | 2008    |
| ------ | ------ | ------- | ------- |
| 54 505 | 84 264 | 134 105 | 168 346 |

## Patrimoine

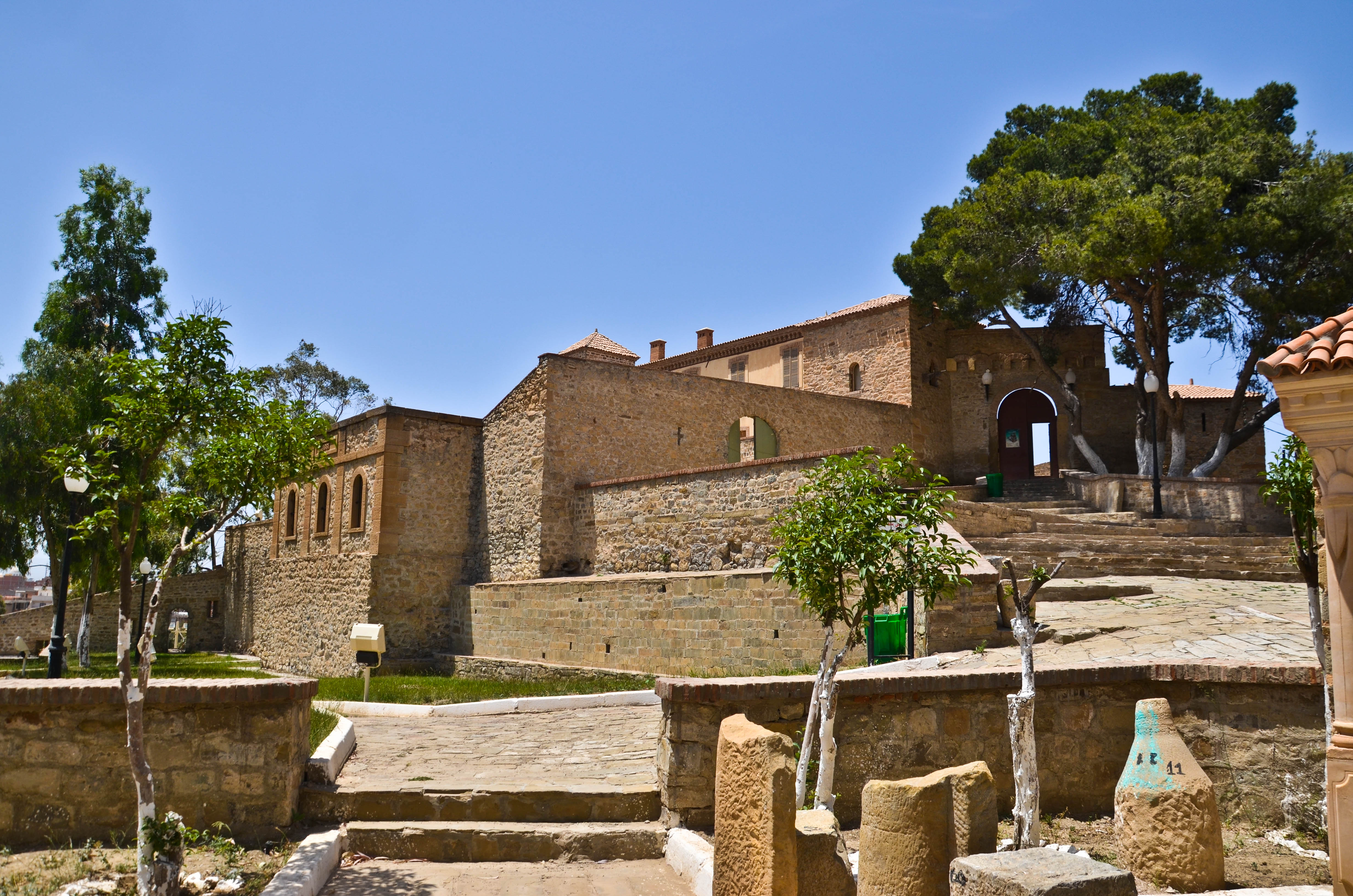
Le fort (bordj) mokrani.

Bordj El Mokrani est un ancien château qui surplombe la ville de Bordj Bou Arreridj. C’est un fort bâti pour se défendre contre les envahisseurs. Pendant la présence ottomane, le château assurait la sécurité des caravanes commerciales puis il a été utilisé par l'armée française comme caserne militaire durant plus d'un siècle, il a été cédé par l'ANP en 1967 à la commune de Bordj Bou Arreridj. Cette bâtisse connaît une forte dégradation, un projet pour aménager le fort en musée de la résistance populaire a été abandonné, un autre musée a été construit près du fort.

### Mosquée El-Attik
La mosquée El-Attik (signifiant vieille mosquée), est la première mosquée de Bordj Bou Arreridj. Située en plein centre-ville, elle a été édifiée en 1894 dans le style ottoman de l'époque. Cette mosquée a accueilli plusieurs personnalités religieuses et politiques de la région, notamment les membres de l'association des oulémas musulmans algériens tel que cheikh Abdelhamid Ben Badis et cheikh Mohamed Bachir El Ibrahimi. Elle a été restaurée autour de 2012,.

### Mosquée Abou Bakr As-Siddiq
La mosquée Abou Bakr As-Siddiq, doit son nom au premier calife bien guidé. Cette mosquée fait parler d'elle au cours du ramadan 2023 lorsqu'une vidéo de prière de tarawih montrant un chat sauter sur l'imam devient virale au point d'être vue plus d'un milliard de fois,. Walid Mahsas, le cheikh récitant le Coran dans la vidéo, est reçu par le ministre des Affaires religieuses, Youcef Belmahdi, en personne.

## Personnalités
- Mohamed Bachir El Ibrahimi (1889-1965), théologien, réformateur religieux
- Boumezrag El Mokrani (1836-1905), chef rebelle de l'insurrection de 1871.
- Ouardia Hamtouche (1930-1991), actrice
- Aïssa Zehar (1899-1963), écrivain
- Alim Louis Benabid, (1942-) neurochirurgien algéro-français et membre de l'Académie des sciences en france.
- Alice Fitoussi (1916-1998), chanteuse de style arabo-andalou et madih (panégyrique) du prophète Mahomet.
- Abdelhamid Benhedouga (1925-1996), écrivain
- Tewfik Farès, (1937-) scénariste, producteur et réalisateur.
- Chawki Mostefaï (1919-2016), Militant independantiste, réputé pour avoir pensé conçu et créé le premier drapeau algérien
- Seghir Mostefaï (1926-2016), premier gouverneur de la Banque d'Algérie (1962-1981)
- Smaïl Hamdani (1930-), homme politique algérien, ancien Premier Ministre
- Samir Moussaoui  athlète , spécialiste du 5 000m
- Aïcha Haddad (1937-), artiste-peintre, elle fut infirmière au temps de la Révolution.
- Djelloul Beghoura (1945-), producteur-réalisateur France Télévisions, Chevalier de l'Ordre des Arts et des Lettres (France)
- Nacéra Benseddik (1949-), historienne, archéologue, épigraphiste
- Salah Attia (1958-), diplomate, ambassadeur à Doha, Qatar.
- Lazhar Soualem (1959-) diplômé de l'École nationale d'administration, diplomate de carrière, ambassadeur près du Vatican, expert aux Nations unies
- Kheïreddine Zetchi (1965-), président de la Fédération algérienne de football (2017)
- Djamel Beghal (1965-), terroriste islamiste déchu de sa nationalité française, emprisonné en France puis expulsé en Algérie.
- Atef Saadi (1978-), footballeur algérien.
- Zakaria Naidji (1995-), footballeur international algérien.